# Lucky loser
En lucky loser (forkortet LL i resultattabeller) er en sportsterm lånt fra engelsk, der anvendes om en deltager i en sportskonkurrence, der har tabt i kvalifikationsrunden i en knockout-turnering, men som alligevel opnår adgang til hovedturneringen, fordi en spiller i hovedturneringen melder afbud, f.eks. på grund af sygdom eller tilskadekomst. Lucky loser'en overtager normalt den afbudsramte spillers plads i hovedturneringen, men hvis den afbudramte spiller er seedet i hovedturneringen, kan den enkelte turnering havde regler, der afviger fra dette.
Lucky losers kan kun indtræde i hovedturneringen inden alle spillere har påbegyndt deres første kamp i turneringen.

## Tennis

### Regler
I tennis er retningslinjerne for udvælgelse af lucky losere således, at evt. ledige pladser i hovedturneringen som følge af sygdom, tilskadekomst eller lignende blandt de direkte kvalificerede deltagere tildeles de spillere (eller de doublepar) blandt de tabende i sidste runde af kvalifikationsturneringen, der er højst rangeret på den relevante rangliste for den pågældende turnering, f.eks. ATP's verdensrangliste eller WTA's verdensrangliste. I de sjældne tilfælde, hvor der er flere lucky loser-pladser ledige i hovedturneringen end der er tabere i sidste runde af kvalifikationen, fortsætter man med de spillere, der har tabte i kvalifikationens næstsidste runde, og igen udvælges spillerne i rangeringsrækkefølge.
I grand slam-sammenhæng har der siden 2006 imidlertid eksisteret den særlige regel, at de fire højst rangerede tabere i sidste runde af kvalifikationsturneringen indgår i en lodtrækning, der afgør i hvilken rækkefølge de fire spillere vil blive valgt som lucky losere. Konsekvensen af dette er, at den højt rangerede taber i sidste kvalifikationsrunde kun har 25 % chance for at blive udpeget som lucky loser i en grand slam-turnering, hvor der bliver udpeget én lucky loser. Denne regel er indført for at der skal være noget at spille om i kampe i sidste runde af kvalifikationen med deltagelse af den højst rangerende spiller, når der allerede er indløbet afbud til hovedturneringen.

### Etiske dilemmaer
I kvalifikationen til Wimbledon-mesterskabet i herresingle 2005, mødtes den amerikaneren Justin Gimelstob og schweizeren George Bastl i sidste og afgørende runde. Gimelstob var den højst rangerede blandt de tilbageværende spillere i kvalifikationen men havde pådraget sig en rygskade i sin foregående kamp i kvalifikationen med Vladimir Voltjkov. Han agtede derfor at melde afbud til kampen mod Bastl og informerede sin modstander om dette. Turneringens officials foreslog imidlertid, at Gimelstob stillede op for at spille mindst et parti, således at han kunne udpeges som lucky loser, hvis nogen meldte afbud til hovedturneringen, hvorinden han havde nogle dage til at komme sig over sin skade. Efter at Andre Agassi meldte afbud til turneringen, blev Gimelstob udpeget som lucky loser og endte med at spille sig frem til tredje runde, hvor han tabte til Lleyton Hewitt.
Selvom Gimelstobs handling ikke blev anset for uetisk, blev der på grundlag af hændelsen rejst bekymring for, om spillere i en lignende situation fremover ville mangle noget at spille for, eftersom begge spillere var næsten sikre på at kvalificere sig til hovedturneringen, uanset resultatet af kampen. F.eks. kunne en højt rangeret spiller, der mødte en lavere rangeret spiller, være fristet til at tabe kampen med vilje for at hjælpe den lavere rangerede spiller med at kvalificere sig til hovedturneringen, hvis den højere rangerede spiller allerede var sikret en lucky loser-plads. Muligheden for bestikkelse var også en bekymring, og kort derefter blev den særlige regel for grand slam-turneringer, der er nævnt overfor, indført.

### Lucky losere som vindere og finalister
Det er sjældent, at en lucky loser vinder en singleturnering på ATP World Tour og WTA Tour, men det er sket for syv mænd og én kvinde i perioden 1978-2015. De syv mænd er:
- Heinz Günthardt i 1978 i Springfield,
- Bill Scanlon i 1978 i Maui,[3]
- Francisco Clavet i 1990 i Hilversum,
- Christian Miniussi i 1991 i São Paulo,
- Sergij Stakhovskij i 2008 i Zagreb og
- Rajeev Ram i 2009 i Newport.

Andrea Jaeger er den eneste kvindelige lucky loser, der har vundet en WTA-turnering, idet hun vandt turneringen i Las Vegas i 1980.
Derudover har tre herredoublepar vundet en turnering som lucky losere.
Lucky losere, der nåede frem til finalen i en turnering men tabte, inkluderer Andreas Haider-Maurer, der spillede sig frem til finalen i Wien i 2010, hvor han tabte til topseedede Jürgen Melzer, og Marcel Granollers, der ligeledes i 2010 tabte til David Ferrer i finalen i turneringen i Valencia. På kvindesiden nåede Melinda Czink som lucky loser finalen i Canberra International 2005, hvor hun tabte til Ana Ivanovic, der også havde besejret Czink i kvalifikationsfinalen. I 2012 tabte Coco Vandeweghe finalen til Serena Williams ved turneringen i Stanford.

## Fodbold
Manchester United FC meldte afbud til holdets første kamp i FA Cup 1999-2000, hvor holdet trådte ind i tredje runde, eftersom den kamp skulle spilles samtidig med FIFA's VM for klubhold 2000 i Brasilien.. Der blev derfor udpeget en lucky loser blandt taberne i turneringens anden runde, som erstatning for for Manchester United FC.. Darlington FC, der havde tabt til Gillingham FC, blev ved lodtrækning valgt som lucky loser og mødte Aston Villa FC, som vandt kampen 2-1 og fortsatte helt til finalen, hvor holdet blev besejret af Chelsea FC.
En lignende situation opstod i DBUs Landspokalturnering for herrer 2009-10, hvor FC Amager var direkte kvalificeret til turneringens første runde. Klubben gik imidlertid konkurs, inden den nåede at spille sin første kamp, og derfor blev der ved lodtrækning udpeget en lucky loser som erstatning for FC Amager blandt de otte tabere af sidste runde af KBU's kvalifikation. Op af hatten kom Østerbro IF, der på trods af nederlag til Husum Boldklub i afgørende runde af kvalifikationen altså fik en ekstra i chance i hovedturneringen i form af et første runde-opgør mod Værløse Boldklub, som Østerbro-holdet imidlertid tabte med 0-3.